# Gare de Suse
La gare de Suse (Stazione di Susa en Italien) est une gare ferroviaire située sur le territoire de la ville homonyme dans la région de Piémont, en Italie. La gare est tête de ligne de l'antenne de Suse, s'embranchant sur la ligne du Fréjus près de Bussolin.

## Situation ferroviaire
Établie à 503 mètres d'altitude, la gare de Suse est située au point kilométrique 50,692 de l'antenne de Suse de la ligne du Fréjus.
Elle est dotée de deux voies dont une bordée d'un quai. En 2018, seule la voie principale à quai était utilisée. La deuxième voie est toujours présente mais dans un état d'abandon.

## Histoire
La gare de Suse a été mise en service le 25 mai 1854 comme terminus du de la ligne ferroviaire de Turin à Suse.
En 1868, elle devint le terminus du nouveau chemin de fer de Mont-Cenis, qui franchissait le col du même nom en suivant un itinéraire audacieux à adhérence. Cette ligne a fermé le 19 septembre 1871, deux jours après l'ouverture du tunnel ferroviaire de Fréjus. Par conséquent, la gare de Suse est devenue le terminus de la ligne de Turin à Suse, qui bifurque à Bussolin en direction de Bardonnèche et de la France.
L'électrification de la ligne par caténaire à courant alternatif triphasée a été mise en service le 2 août 1919. Cette électrification a été passée a été convertie en courant continu le 28 mai 1961.
Dans les années 1990, la gare a été transformée en simple arrêt en démontant toutes les autres voies et ne conservant que la voie principale.

## Service des voyageurs

### Accueil
Gare de Ferrovie dello Stato Italiane, elle est dotée d'un bâtiment voyageurs en forme de  « L » entourant les deux voies subsistantes. Au rez-de-chaussée, le bâtiment voyageurs accueille un commerce qui sert de bar, de restaurant et de tabac assurant également la revente de titres de transport. Il y a aussi des distributeurs automatiques de billets sur le bord du quai.

### Desserte

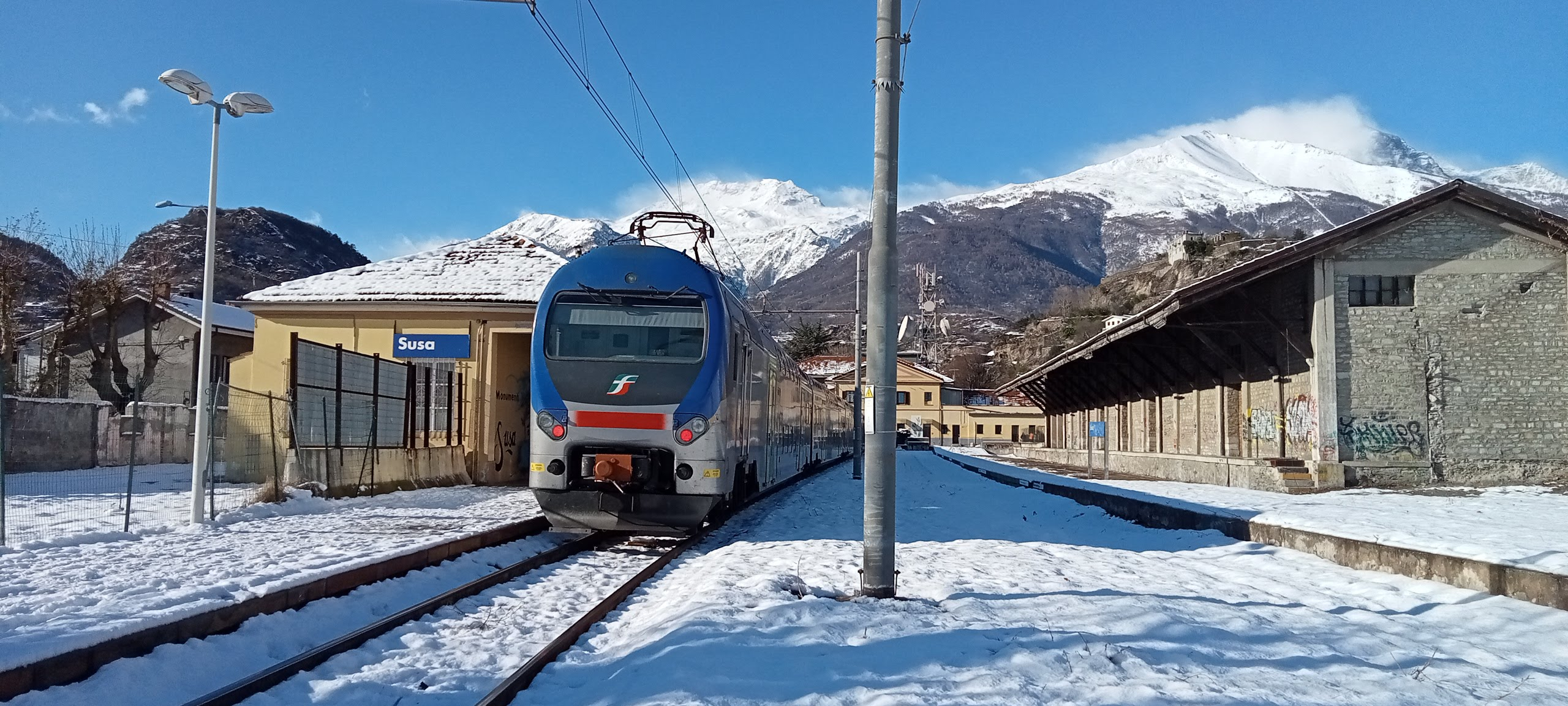
Train en gare en hiver.

À la suite de la mise en service de la ligne du Fréjus en 1871, la gare de Suse est desservie par des trains régionaux en direction de Bussolin et de la gare de Turin-Porta-Nuova.
Depuis le 9 décembre 2012, elle est le terminus de l'une des deux branches de la ligne 3 du service ferroviaire métropolitain de Turin. Elle est desservie à ce titre une fois par heure du lundi au samedi et plus épisodiquement le dimanche.

### Intermodalité
La gare de Suse est en correspondance avec la ligne d'autocars interurbains 503 en direction de Caselet, assurée par les autocars Bellando Tours ainsi que les lignes 274 vers Saint-Antonin, Veillane voire Turin et 286 en direction d'Oulx, Novalaise et Villar-Fouchard exploitées par Arriva.